# Район імені Мір Саїда Алії Хамадоні
Район імені Мір Саї́да Алії́ Хамадоні́ (тадж. Ноҳияи ба номи Мир Саид Алии Ҳамадонӣ) — адміністративний район у складі Хатлонської області Таджикистану. Центр — селище Маскав, що розташоване за 31 км від Кулоба.

## Географія
Район розташований у долині річок Пянджу та Кизилсу. На заході межує з Фархорським, на півночі — з Восейським, Кулобським та ім. Ш. Шохіна районами Хатлонської області, на півдні має кордон з Афганістаном.

## Адміністративний поділ
Адміністративно район поділяється на 1 селище та 7 джамоатів, до складу яких входить 56 сільських населених пунктів:
| Район                           | Площа, км² | Населення, осіб (2009) | Населення, осіб (2010) | Центр                | Населені пункти |
| ------------------------------- | ---------- | ---------------------- | ---------------------- | -------------------- | --------------- |
| селище Маскав                   | -          | -                      | -                      | Маскав               | 1 селище        |
| Дашті-Ґульський джамоат         | -          | 17387                  | 17989                  | Файзобод             | 4 села          |
| імені Саїдкула Турдієва джамоат | -          | 9228                   | 9390                   | Сомонійон            | 5 сіл           |
| Кахрамонський джамоат           | -          | 16456                  | 16797                  | Дараї-Калот          | 9 сіл           |
| Мехнатободський джамоат         | -          | 19787                  | 18977                  | Мехнатобод           | 7 сіл           |
| Панджобський джамоат            | -          | 9142                   | 8512                   | Панджоб              | 5 сіл           |
| Панджрудський джамоат           | -          | 12237                  | 12344                  | імені Ґадої Сафарова | 5 сіл           |
| Чубецький джамоат               | -          | 17911                  | 17341                  | Мехрвар              | 19 сіл          |

### Найбільші населені пункти
| №  | Населений пункт      | Населення, осіб (2009) | Населення, осіб (2010) |
| -- | -------------------- | ---------------------- | ---------------------- |
| 1  | Маскав               | -                      | -                      |
| 2  | Файзобод             | 10050                  | 10385                  |
| 3  | Мехнатобод           | 6611                   | 6145                   |
| 4  | Сайроб               | 6279                   | 6010                   |
| 5  | Мехрвар              | 5051                   | 5503                   |
| 6  | імені Ґадої Сафарова | 5377                   | 5427                   |
| 7  | Ґулобод              | 4691                   | 4406                   |
| 8  | Сомонійон            | 4326                   | 4365                   |
| 9  | Пушкін               | 4116                   | 4191                   |
| 10 | Дараї-Калот          | 3811                   | 3850                   |

## Історія
Район утворений 15 вересня 1950 року як Чубецький район у складі Кулябської області Таджицької РСР, пізніше перейменований на Московський район, а 2004 року перейменований на сучасну назву на честь таджицького поета Мір Саїда Алії Хамадоні.